# 대한민국 외교부

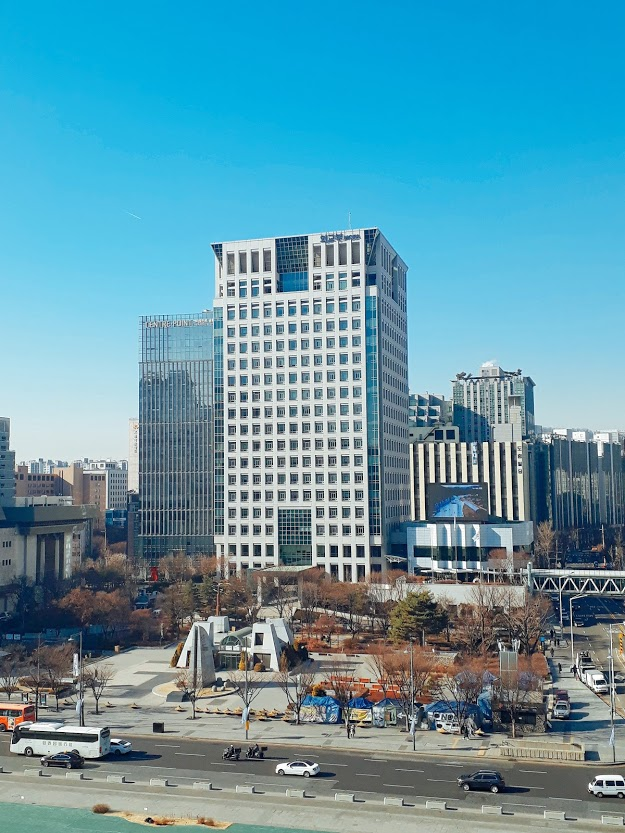
외교부 청사

외교부(外交部, Ministry of Foreign Affairs, MOFA)는 외교, 국제관계 등 대한민국의 대외 관계와 재외한인 관련 사무를 관장하는 대한민국의 중앙행정기관이다. 외교부 본부는 서울특별시 종로구의 정부서울청사 별관에 위치하고 있다. 외교부장관은 국무위원으로, 차관은 정무직공무원으로 보한다.
1948년 7월 17일 외무부(外務部)로 설립되었다. 1998년 통상산업부의 통상교섭에 관한 사무를 이관받아 외교통상부(外交通商部, Ministry of Foreign Affairs and Trade, MOFAT)가 되었으며, 2013년 지금의 외교부로 이름을 바꾸고 통상 사무를 산업통상자원부로 이관했다.

## 직무
외교부의 소관 직무는 다음과 같다.
- 외교정책의 수립ㆍ시행
- 다자ㆍ양자 경제외교 및 국제경제협력외교
- 대외경제 관련 외교정책의 수립ㆍ시행 및 총괄ㆍ조정
- 국제관계업무에 관한 조정
- 조약 및 그 밖의 국제협정에 관한 사무 관장
- 문화협력, 대외홍보에 관한 사무 관장
- 재외국민 보호ㆍ지원
- 국제정세의 조사ㆍ분석 및 이민에 관한 사무 관장

## 연혁
- 1948년 7월 17일: 외무부를 설치.[5]
- 1998년 2월 28일: 외교통상부로 개편. 통상산업부로부터 통상교섭에 관한 사무를 이관받음.[6]
- 2013년 3월 23일: 외교부로 개편. 외국과의 통상교섭 및 통상교섭에 관한 총괄·조정에 관한 사무는 산업통상자원부로 이관.[7]
- 2023년 6월 5일: 재외동포정책 수립에 관한 사무를 이관하여 외청으로 재외동포청 설치.[8]
- 2024년 5월 28일: 한반도평화교섭본부 폐지 및 외교전략정보본부 설치[9]

### 역대 로고

2013년부터 2016년까지 사용된 외교부 로고

## 조직
| 실·국                          | 정책관·심의관실           | 담당관실·과                                                                  |
| 장관 산하 하부조직             | 장관 산하 하부조직        | 장관 산하 하부조직                                                           |
| ------------------------------ | ------------------------- | ---------------------------------------------------------------------------- |
| 대변인실                       | 부대변인                  | 언론담당관실ㆍ정책홍보담당관실                                               |
| 공공외교대사                   |                           |                                                                              |
| 감사관실                       | 감사관실                  | 감사담당관실ㆍ감찰담당관실                                                   |
| 장관정책보좌관실               |                           |                                                                              |
| 제1차관 산하 하부조직          |                           |                                                                              |
| 기획조정실                     | 기획조정실                | 비상안전담당관실                                                             |
|                                | 조정기획관실              | 기획재정담당관실ㆍ운영지원담당관실ㆍ혁신행정담당관실ㆍ재외공관담당관실       |
|                                | 인사기획관실              |                                                                              |
|                                | 정보관리기획관실          | 정보화담당관실ㆍ외교통신담당관실ㆍ외교정보보안담당관실                       |
| 의전장                         | 의전장                    | 의전총괄담당관실ㆍ의전행사담당관실ㆍ외교사절담당관실                         |
| 외교전략기획관실               | 외교전략기획관실          | 정책기획담당관실ㆍ전략조정담당관실                                           |
| 아시아태평양국                 | 아시아태평양국심의관실    | 아태1과ㆍ아태2과ㆍ아태지역협력과                                             |
| 동북아시아국                   | 동북아시아국심의관실      | 동북아1과ㆍ동북아2과ㆍ동북아협력과                                           |
| 아세안국                       | 아세안국심의관실          | 동남아1과ㆍ동남아2과ㆍ아세안협력과                                           |
| 북미국                         | 북미국심의관실            | 북미1과ㆍ북미2과ㆍ한미안보협력1과ㆍ한미안보협력2과                           |
| 중남미국                       | 중남미국심의관실          | 남미과ㆍ중미카리브과ㆍ중남미협력과                                           |
| 유럽국                         | 유럽국심의관실            | 서유럽과ㆍ중유럽과ㆍ유라시아1과ㆍ유라시아2과                                 |
| 아프리카중동국                 | 아프리카중동국심의관실    | 중동1과ㆍ중동2과ㆍ아프리카1과ㆍ아프리카2과                                   |
| 제2차관 산하 하부조직          |                           |                                                                              |
| 다자외교조정관                 |                           |                                                                              |
| 경제외교조정관                 |                           |                                                                              |
| 기후변화대사                   |                           |                                                                              |
| 국제안보대사                   |                           |                                                                              |
| 원자력·비확산외교기획관실      | 원자력·비확산외교기획관실 | 원자력외교담당관실ㆍ군축비확산담당관실ㆍ수출통제·제재담당관실                |
| 영사안전국                     | 영사안전국                | 영사안전정책과ㆍ재외국민보호과ㆍ해외안전상황실ㆍ여권과                       |
| 국제기구국                     | 국제기구국                | 유엔과ㆍ인권사회과ㆍ국제안보과                                               |
| 개발협력국                     | 개발협력국                | 개발전략과ㆍ개발의제정책과ㆍ개발협력과ㆍ다자협력·인도지원과                  |
| 국제법률국                     | 국제법률국심의관실        | 조약과ㆍ국제법규과ㆍ영토해양과                                               |
| 공공문화외교국                 | 공공문화외교국            | 공공외교총괄과ㆍ유네스코과ㆍ문화교류협력과ㆍ정책공공외교과ㆍ디지털공공외교과 |
| 국제경제국                     | 국제경제국                | 다자경제기구과ㆍ경제협정규범과ㆍ지역경제기구과                               |
| 양자경제외교국                 | 양자경제외교국심의관실    | 유럽경제외교과ㆍ동아시아경제외교과ㆍ북미경제외교과                           |
| 기후환경과학외교국             | 기후환경과학외교국        | 에너지과학외교과ㆍ국제기술규범과ㆍ기후변화외교과ㆍ녹색환경외교과             |
| 외교전략정보본부 산하 하부조직 |                           |                                                                              |
| 국제사이버협력대사             |                           |                                                                              |
| 외교전략기획국                 | 외교전략기획국            | 외교정책기획과ㆍ인태전략과                                                   |
| 외교정보기획국                 | 외교정보기획국            | 외교정보1과ㆍ외교정보2과                                                     |
| 한반도정책국                   | 한반도정책국              | 북핵정책과ㆍ대북정책협력과ㆍ한반도미래정책과                                 |
| 국제안보국                     | 국제안보국                | 국제안보ㆍ사이버협력과ㆍ군축비확산과ㆍ수출통제ㆍ제재과                       |

### 소속기관
- 장관의 관장 사무를 지원하는 기관
  - 국립외교원
- 장관의 소관 사무를 분장하는 기관
  - 대한민국 재외공관

### 소속 위원회
| 위원회명                         | 주관부처 | 설치근거                      | 비고 |
| -------------------------------- | -------- | ----------------------------- | ---- |
| 국제빈곤퇴치기여금운용심의위원회 | 외교부   | 한국국제협력단법 제18조의2    |      |
| 민관합동해외긴급구호협의회       | 외교부   | 해외긴급구호에관한 법률 제8조 |      |
| 여권정책심의위원회               | 외교부   | 여권법 제18조                 |      |

## 정원
외교부에 두는 공무원의 정원은 다음과 같다.
| 총계          | 총계              | 948명 |
| ------------- | ----------------- | ----- |
| 정무직 계     | 정무직 계         | 3명   |
|               | 장관              | 1명   |
|               | 차관              | 2명   |
|               |                   |       |
| 별정직 계     | 별정직 계         | 5명   |
|               | 고위공무원단      | 1명   |
|               | 6급 상당 이하     | 4명   |
|               |                   |       |
| 일반직 계     | 일반직 계         | 230명 |
|               | 3급 이하 5급 이상 | 39명  |
|               | 6급 이하          | 188명 |
|               | 전문경력관        | 3명   |
|               |                   |       |
| 외무공무원 계 | 외무공무원 계     | 710명 |
|               | 14등급            | 1명   |
|               | 고위공무원단      | 43명  |
|               | 9등급 또는 3·4급  | 12명  |
|               | 8등급 이하        | 654명 |

## 재정
총수입·총지출 기준 2023년 재정 규모는 다음과 같다.
| 구분             | 세입예산         | 작년 대비 증감 |
| ---------------- | ---------------- | -------------- |
| 일반회계         | 2673억 3500만 원 | +15.25%        |
| 국제교류기금     | 748억 3800만 원  | +1.05%         |
| 국제질병퇴치기금 | 361억 500만 원   | -2.32%         |
|                  |                  |                |
| 합계             | 3782억 7800만 원 | +10.29%        |

| 구분             | 구분      | 세출예산             | 작년 대비 증감 |
| ---------------- | --------- | -------------------- | -------------- |
| 일반회계         | 외교·통상 | 3조 2495억 2600만 원 | +13.04%        |
| 국제교류기금     | 외교·통상 | 709억 1800만 원      | +4.1%          |
| 국제질병퇴치기금 | 외교·통상 | 375억 8900만 원      | -39.76%        |
|                  |           |                      |                |
| 합계             | 합계      | 3조 3580억 3300만 원 | +11.74%        |

## 같이 보기
- 외청
  - 재외동포청
- 외교부 장관
- 외교부 차관
- 외교부 차관보
- 대한민국의 여행경보제도
- 대한민국의 여행금지제도
- 대한민국 여권

### 내용주
1. ↑  여권과는 서초구 남부순환로 2558, 외교타운 6층 (서초동)에 있다.
2. 1 2 3 4 5 6 7  개방형 직위.
3. ↑  2명을 두며 1명은 고위공무원단 나등급에 속하는 별정직공무원으로, 나머지 1명은 3급 또는 4급 상당 별정직공무원으로 보한다.
4. ↑  한시정원 4명 포함.

### 참조주
1. 1 2  「외교부와 그 소속기관 직제」 별표 3 및 별표 8
2. 1 2  기획재정부. “열린재정 > 재정연구분석 > 재정분석통계 > 예산편성현황(총수입)”. 《열린재정》. 2022년 12월 31일에 확인함.
3. 1 2  기획재정부. “열린재정 > 재정연구분석 > 재정분석통계 > 세목 예산편성현황(총지출)”. 《열린재정》. 2022년 12월 31일에 확인함.
4. ↑  “외교부 소개”. 《대한민국 외교부》. 2024년 4월 28일에 확인함.
5. ↑  법률 제1호
6. ↑  법률 제5529호
7. ↑  법률 제11690호
8. ↑  법률 제19228호
9. ↑  “외교부 조직개편 단행…한반도본부→외교전략정보본부로 확대”. 2024년 5월 28일. 2024년 7월 11일에 확인함.